# فرودگاه بویی مایی
فرودگاه بویی مایی (به انگلیسی: Mbuji Mayi Airport) یک فرودگاه همگانی با کد یاتا MJM است که یک باند فرود آسفالت دارد و طول باند آن ۱۹۹۹ متر است. این فرودگاه در کشور جمهوری دموکراتیک کنگو قرار دارد و در ارتفاع ۶۷۷ متری از سطح دریا واقع شده‌است.

## شرکت‌های هواپیمایی و مقصدهای پروازی
| شرکت‌های هواپیمایی | مقصدهای پروازی     |
| ----------------- | ------------------ |
| ایر کاسای         | کنانگا، ان دیلی    |
| Congo Airways     | ان دیلی، لوبوم‌باشی |